# 바티칸 철도

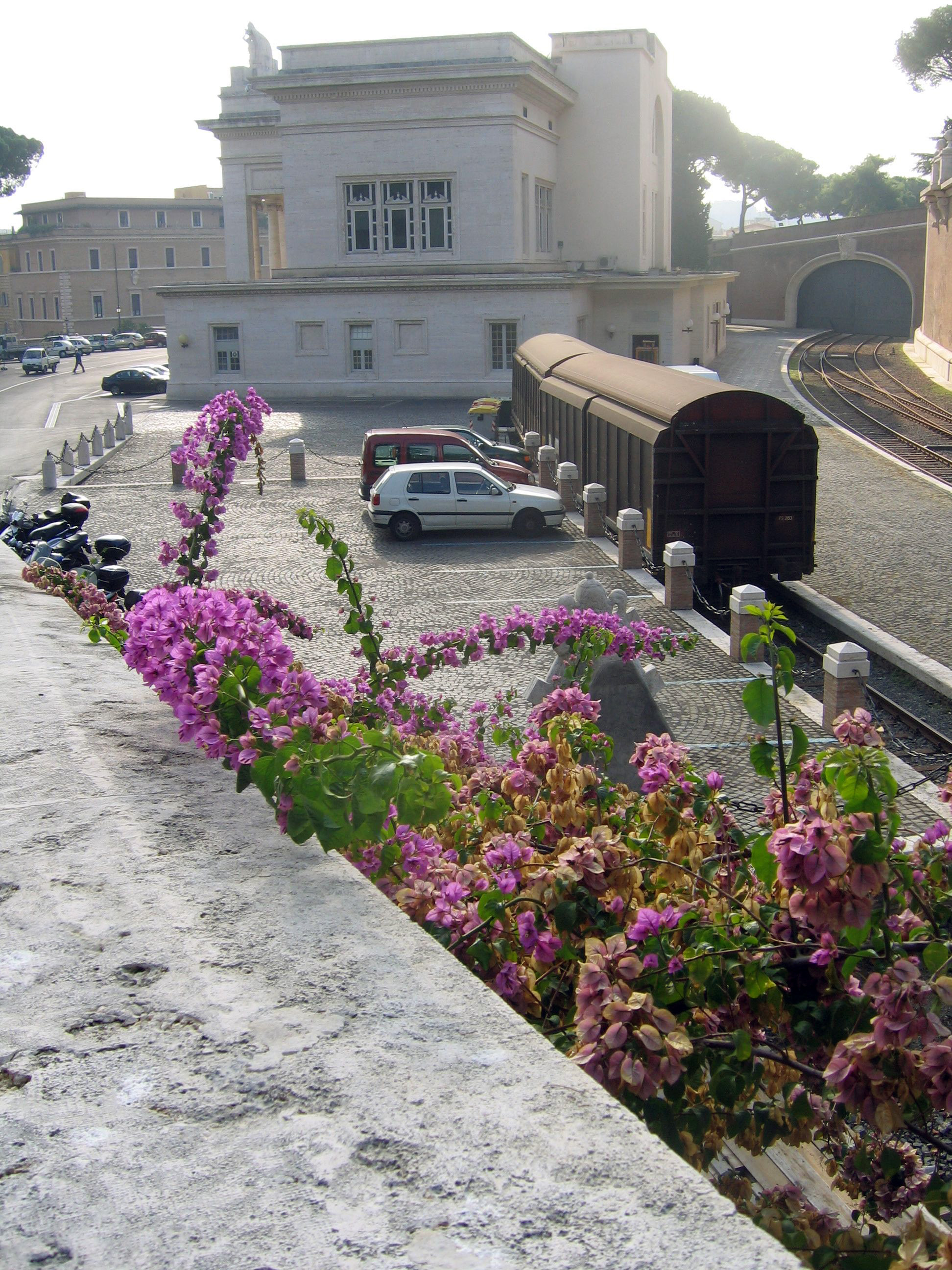
바티칸 철도

바티칸 철도(이탈리아어: Ferrovia Vaticana)는 바티칸 시국의 약 300미터 구간을 달리는 세계에서 가장 짧은 국영철도로, 바티칸 시국의 유일한 철도이다. 1929년 라테란 조약에 따라 이탈리아 철도와의 연결 운행이 보장되었으며, 교황 비오 11세 재위 때 철도 선로와 역이 지어졌다.
일반적으로는 전시용으로 두고 때때로 승객을 운반하는 경우도 있지만, 대부분은 수입한 화물을 운송하는데 쓰이고 있다.

## 역사
교황 그레고리오 16세는 생전에 철도를 일컬어 “지옥으로 가는 길 (chemin d'enfer)”이라고 부르며, 교황령에 철도를 놓는 공사를 강력하게 반대하고 나섰다. 그레고리오 16세의 후임자인 교황 비오 9세는 볼로냐에서 안코나까지 철도를 놓는 공사를 시작했지만, 철도 공사가 끝나기 전인 1861년에 이탈리아군에게 해당 영토를 빼앗기고 말았다. 1858년경 루르드를 시작으로 철도 여행은 19세기 당시 대규모 순례를 위한 필수조건으로 자리매김하였으며, 이와 같은 이유로 로마 교황청도 철도에 대한 기존의 불편한 시각에서 선회하게 되었다.
바티칸 철도역의 건설과 이탈리아 철도와의 연결은 1929년 2월 11일 라테란 조약에 의해 보장되었다. 이탈리아 왕국 건설사업부 산하 신 철도국장은 1929년 4월 3일 산타 마르타 광장에서 고베르나토라토 궁전 사이에 해발 38미터 높이(로마와 산 피에트로 사이의 높이)의 토목 구조물을 놓는 것으로 조항을 실천으로 옮겼다. 바티칸 시로 연결되는 고가교의 건설 비용은 이탈리아 정부가 부담하였다. 바티칸 시 내에 건립한 철도 역사 공사비는 배상금 7억 5천만 리라에서 충당하였다. 전체 공사비는 2400만 유로인 것으로 알려져 있다.
바티칸 철도역은 건축가 주세페 모모에 의해 출입구에서 대략 20미터 정도 떨어진 곳에 지어졌다. 건설 공사는 1929년 4월 3일에 시작되었고 1933년에 완공 후 운영을 개시하였다. 역사 건물은 흰색의 이탈리아 대리석으로 단순한 디자인으로 설계되었는데, 작가 H. V. 몰턴은 바티칸 역사 건물을 보고 “흡사 런던의 버클리 은행에 가까운 모습”이라고 평가하였다. 바티칸 철도 역사는 흰색 대리적으로 지어졌으며, 크기는 가로 61n, 세로 21.5m, 중앙 건물 높이는 16.85m이며, 측면 건물들의 높이는 5.95m이다.
1932년 3월 최초로 기관차가 바티칸에 들어왔다. 바티칸 역은 공식적으로는 1934년 10월 2일에 첫 개통되었다. 1934년 9월 12일 이탈리아와 바티칸 시국 간에 철도 협정이 비준되었으며, 재산은 그날부로 이탈리아 철도(Ferrovie dello Stato)에서 성좌로 양도되었다.

## 이용

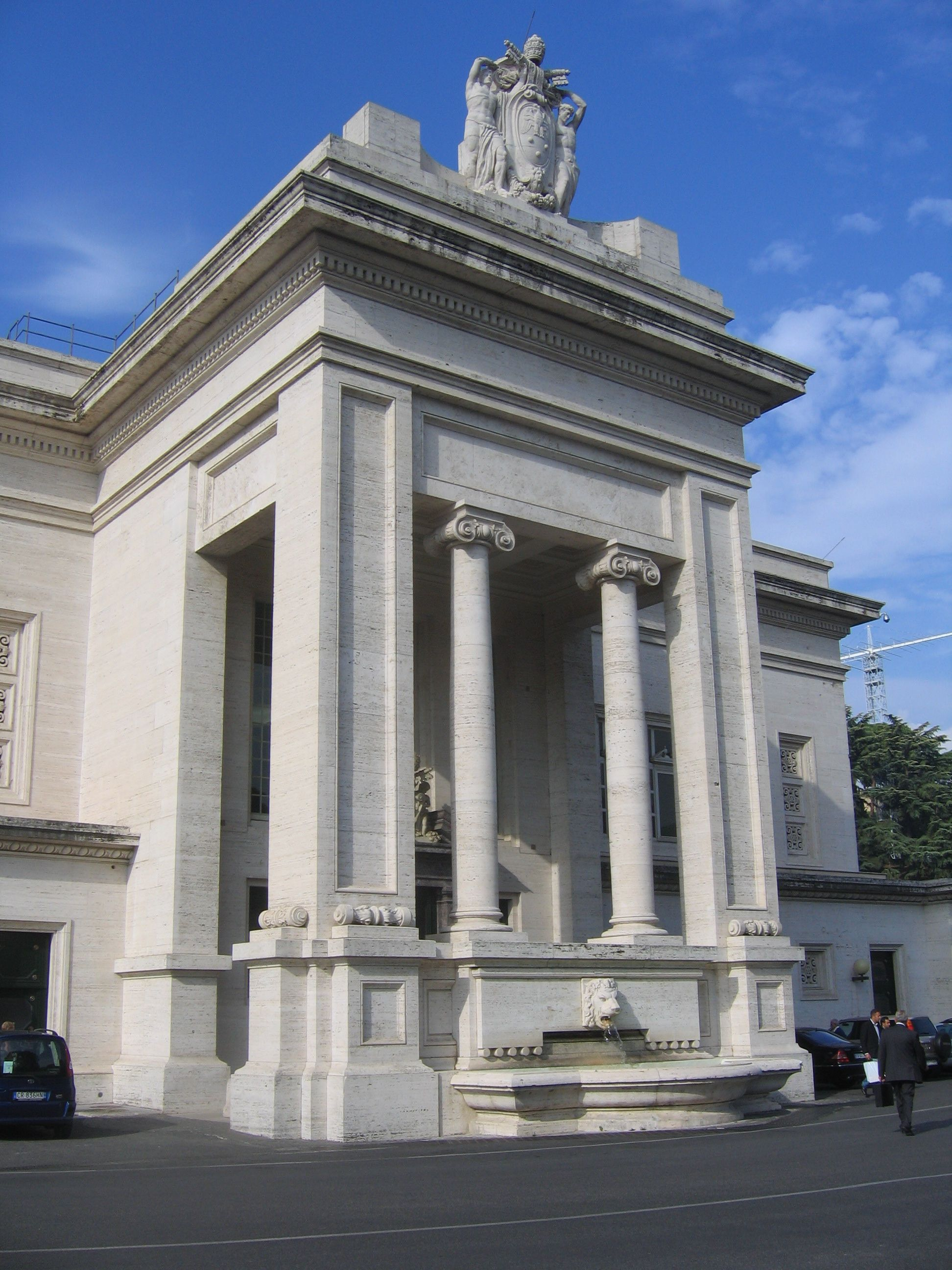
바티칸역사 전면

바티칸 철도는 바티칸으로 물품들을 운송하는데 주로 이용되어 왔으며, 자동차 사용이 일반화되고 비용도 더 저렴하게 들기 전까지는 가끔씩 승객들을 태운 열차가 오가기도 하였다.
교황 비오 9세가 계획하였던 교황 전용 열차는 결국 한 번도 운용되지 못했으며, 바티칸은 특별히 철도 노동자를 따로 고용하거나 화물 차량을 등록하고 있지 않고 있다. 비오 9세의 열차는 현재 로마 미술관에 보관되어 전시 중에 있다.
1962년 10월 4일 교황 요한 23세는 제2차 바티칸 공의회를 시작하기 전에 이탈리아 대통령 전용 열차를 타고 로레토와 아시시를 1주일간 성지 순례를 함으로써 바티칸 철도를 이용한 최초의 교황이 되었다. 또한 요한 23세는 교황 비오 10세의 유해 일부를 바티칸 철도를 이용하여 베네치아로 운구될 수 있도록 해주었다.
교황 요한 바오로 2세는 1979년 11월 초엽 상징적인 의미로 바티칸 철도를 잠시 이용하였다. 그러나 2002년 1월 24일 로마를 떠날 당시에는 바티칸 철도를 이용하지 않았다.
바티칸 철도는 현재 정규 승객 열차 서비스는 시행하고 있지 않다.